# الکساندر ژیرنی
الکساندر ژیرنی (انگلیسی: Oleksander Zhyrnyi؛ زادهٔ ۲۵ فوریهٔ ۱۹۸۷) ورزشکار دوگانه، و مربی (ورزش) اهل روسیه است.